# Bruno Frattegiani
Bruno Frattegiani (Corciano, 9 febbraio 1914 – San Severino Marche, 22 luglio 1996) è stato un arcivescovo cattolico italiano.

## Biografia
Bruno Frattegiani nacque a Migiana, frazione di Corciano, il 9 febbraio 1914.
Il 6 dicembre 1936 fu ordinato presbitero per l'arcidiocesi di Perugia.
Il 12 dicembre 1957 venne nominato vicario generale dell'arcidiocesi di Perugia ma due anni dopo si dimise.

### Ministero episcopale
Il 14 gennaio 1964 papa Paolo VI lo nominò arcivescovo di Camerino; succedette al dimissionario Giuseppe D'Avack. Ricevette l'ordinazione episcopale il 19 aprile successivo nella cattedrale di Perugia dall'arcivescovo Raffaele Baratta, co-consacranti il vescovo di Gubbio Beniamino Ubaldi e il vescovo di Prato Pietro Fiordelli. Il 3 maggio prese possesso dell'arcidiocesi.
Il 7 gennaio 1967 divenne amministratore apostolico di San Severino Marche, dopo le dimissioni del vescovo Ferdinando Longinotti nel 1966. Il 21 giugno 1979 fu nominato vescovo di San Severino Marche.
Il 30 settembre 1986, con la piena unione delle due circoscrizioni ecclesiastiche, venne nominato primo arcivescovo di Camerino-San Severino Marche. Contestualmente l'arcidiocesi di Camerino-San Severino Marche entrò a far parte della provincia ecclesiastica dell'arcidiocesi di Fermo.
Il 20 aprile 1989 papa Giovanni Paolo II accolse la sua rinuncia, presentata per raggiunti limiti di età, al governo pastorale dell'arcidiocesi di Camerino-San Severino Marche; in attesa della nomina del suo successore viene designato, come amministratore apostolico, il vescovo di Macerata-Tolentino-Recanati-Cingoli-Treia Tarcisio Carboni. Fu l'ultimo arcivescovo ad essere insignito del pallio.
Dopo una lunga agonia morì il 22 luglio 1996 a San Severino Marche.

## Genealogia episcopale
La genealogia episcopale è:
- Cardinale Scipione Rebiba
- Cardinale Giulio Antonio Santori
- Cardinale Girolamo Bernerio, O.P.
- Arcivescovo Galeazzo Sanvitale
- Cardinale Ludovico Ludovisi
- Cardinale Luigi Caetani
- Cardinale Ulderico Carpegna
- Cardinale Paluzzo Paluzzi Altieri degli Albertoni
- Papa Benedetto XIII
- Papa Benedetto XIV
- Papa Clemente XIII
- Cardinale Marcantonio Colonna
- Cardinale Giacinto Sigismondo Gerdil, B.
- Cardinale Giulio Maria della Somaglia
- Cardinale Carlo Odescalchi, S.I.
- Cardinale Costantino Patrizi Naro
- Cardinale Pietro La Fontaine
- Arcivescovo Mario Vianello
- Arcivescovo Raffaele Baratta
- Arcivescovo Bruno Frattegiani